# Serritslev (parochie)
Serritslev is een parochie van de Deense Volkskerk in de Deense gemeente Brønderslev. De parochie maakt deel uit van het bisdom Aalborg en telt 843 kerkleden op een bevolking van 905 (2004). Historisch hoorde de parochie tot de herred Børglum. In 1970 werd de parochie deel van de gemeente Brønderslev.
De kleine parochiekerk dateert uit de 12e eeuw. Het gebouw is gebouwd met granietblokken. Het bepleisterde wapenhuis van baksteen is rond 1500 toegevoegd. Ondanks de ouderdom van de kerk werd Serritslev pas in 1835 een zelfstandige parochie.